# African Stars Football Club
L'African Stars Football Club è una società calcistica con sede a Windhoek in Namibia.
Fondato nel 1952, il club milita nella massima serie calcistica della Namibia.

## Stadio
Il club gioca le gare casalinghe al Sam Nujoma Stadium che ha una capacità di 10000 posti a sedere.

## Palmarès
- Namibia Premier League: 4

2008/09, 2009/10, 2014/15, 2017/18
- NFA-Cup: 2

2007, 2010

## Partecipazioni alla CAF Champions League
- CAF Cup: 1 partecipazione: 1992